# Гамидова, Диана Арифовна
Диа́на Ари́фовна Гами́дова (8 мая 2005, Пермь, Россия) — российская самбистка. Призёр чемпионата Европы и России.

## Биография
Диана Гамидова родилась 8 мая 2005 года в Перми.

### Спортивная карьера
Тренируется в пермской СШОР «Витязь» под руководством Рафиса Закирова и Венеры Низамовой.
В 2022 году выиграла первенство Европы и России среди девушек до 18 лет.
29 сентября 2023 года она получила звание «Мастер спорта России».
В 2024 году победила на первенствах мира и России среди девушек до 20 лет.
В марте 2025 года на чемпионате России в Краснодаре, уступив в финале Карине Черевань из Московской области, завоевала серебряную медаль в весовой категории до 65 кг. В апреле на чемпионате Европы в Лимасоле (Кипр), проиграв в финале Ван Дун Сэм из Нидерландов, также стала серебряным призёром.

## Спортивные достижения
| Год  | Турнир           | Категория | Место |
| ---- | ---------------- | --------- | ----- |
| 2025 | Чемпионат России | до 65 кг  | 2     |
| 2025 | Чемпионат Европы | до 65 кг  | 2     |